# ویدما
ویدما مرکز استان ریو نگرو در جنوب کشور آرژانتین است. این شهر در غرب این استان واقع است.